# Cratere Kuma
Kuma è un cratere sulla superficie di Rea.